# Ligue 1 2014-15
La Ligue 1 2014-15 fue la septuagésima séptima edición de la Liga francesa de fútbol. El Montpellier Hérault SC es el campeón vigente, tras ganar las dos últimas ediciones del torneo.

## Equipos

### Ascensos y descensos
| Pos  | Descendidos de Ligue 1 |
| ---- | ---------------------- |
| 18.º | Sochaux                |
| 19.º | Valenciennes           |
| 20.º | Ajaccio                |

| Pos. | Ascendidos de Ligue 2 |
| ---- | --------------------- |
| 1.º  | Metz                  |
| 2.º  | Racing Lens           |
| 3.º  | Caen                  |

### Información de los equipos
| Equipo                                    | Ciudad           | Entrenador          | Estadio                                      | Aforo         | Marca   | Patrocinador                    |
| ----------------------------------------- | ---------------- | ------------------- | -------------------------------------------- | ------------- | ------- | ------------------------------- |
| Bastia                                    | Bastia           | Ghislain Printant   | Stade Armand Cesari                          | 16 480        | Kappa   | Oscaro                          |
| Caen                                      | Caen             | Patrice Garande     | Stade Michel d'Ornano1                       | 21 215        | Nike    | GDE Recyclage                   |
| Évian Thonon Gaillard                     | Thonon-les-Bains | Pascal Dupraz       | Parc des Sports                              | 15 660        | Kappa   | MSC Croisières                  |
| Girondins                                 | Burdeos          | Willy Sagnol        | Stade Jacques Chaban-Delmas                  | 34 462        | Puma    | Kia                             |
| Guingamp                                  | Guingamp         | Jocelyn Gourvennec  | Stade du Roudourou                           | 18 126        | Patrick | Celtigel                        |
| Lens                                      | Lens             | Antoine Kombouaré   | Stade de la Licorne (Amiens) Stade de France | 12 097 81 338 | Umbro   | Azerbaiyán                      |
| Lille                                     | Lille            | René Girard         | Stade Pierre-Mauroy                          | 50 186        | Nike    | Etixx                           |
| Lorient                                   | Lorient          | Sylvain Ripoll      | Stade du Moustoir                            | 18 890        | Adidas  | B&B Hoteles                     |
| Lyon                                      | Lyon             | Hubert Fournier     | Stade de Gerland                             | 41 842        | Adidas  | Hyundai                         |
| Marsella                                  | Marsella         | Marcelo Bielsa      | Stade Vélodrome3                             | 67 000        | Adidas  | Intersport                      |
| Metz                                      | Metz             | Albert Cartier      | Stade Saint-Symphorien                       | 26 661        | Nike    | Moselle                         |
| Mónaco                                    | Mónaco           | Leonardo Jardim     | Stade Louis II                               | 18 500        | Nike    | Fedcom                          |
| Montpellier                               | Montpellier      | Rolland Courbis     | Stade de la Mosson                           | 32 939        | Nike    | Sud de France                   |
| Nantes                                    | Nantes           | Michel Der Zakarian | Stade de la Beaujoire                        | 38 285        | Umbro   | Synergie                        |
| Niza                                      | Niza             | Claude Puel         | Allianz Riviera                              | 35 624        | Burrda  | Mutuelles du Soleil             |
| París Saint-Germain                       | París            | Laurent Blanc       | Parc des Princes                             | 48 712        | Nike    | Emirates, Qatar Investment Fund |
| Rennes                                    | Rennes           | Philippe Montanier  | Stade de la Route de Lorient                 | 31 127        | Puma    | Samsic                          |
| Saint-Étienne                             | Saint-Étienne    | Christophe Galtier  | Stade Geoffroy-Guichard4                     | 38 458        | Adidas  | Winamax                         |
| Stade de Reims                            | Reims            | Olivier Guégan      | Stade Auguste Delaune                        | 21 684        | Hummel  | Sanei Ascenseurs                |
| Toulouse                                  | Toulouse         | Dominique Arribagé  | Stadium Municipal5                           | 35 470        | Kappa   | Triangle Interim                |
| Datos actualizados al 7 de abril de 2015. |                  |                     |                                              |               |         |                                 |

- Nota: Al Lens, ascendido a la Ligue 1, le fue denegada su participación en la categoría por la DNGC, alegando problemas financieros. El club presentó un recurso ante el CNOSF, que resolvió de forma favorable a sus intereses. Finalmente, la Federación francesa aceptó al equipo en la competición.[32]
- 1 Debido a que el Stade Michel d'Ornano será sede de los Juegos Ecuestres Mundiales de 2014, Caen jugará sus dos primeros partidos de local en el MMArena, en Le Mans.[33]
- 2 El Stade Bollaert-Delelis, del Lens, estará cerrado durante toda la temporada, debido a una renovación en preparación para la Eurocopa 2016. Lens jugará sus partidos de local en varios estadios que están aún por determinar.[34]
- 3 El Stade Vélodrome se encuentra actualmente en proceso de renovación, en preparación para la Eurocopa 2016, el estadio no se completará a tiempo para la temporada 2014/15, donde la capacidad será de 67.000, frente a 48.000 en la campaña anterior.[35]
- 4 El Stade Geoffroy-Guichard se encuentra actualmente en proceso de renovación, en preparación para la Eurocopa 2016. La capacidad actual es de 38.458, la capacidad final será de 41.965.
- 5 El Stadium Municipal de Toulouse se encuentra actualmente en proceso de renovación, en preparación para la Eurocopa 2016. La capacidad actual aún no se ha publicado, pero es una disminución de la capacidad original de 35.470.

### Cambios de entrenadores
| Equipo         | Entrenador (jornadas)                            |
| -------------- | ------------------------------------------------ |
| SC Bastia      | Claude Makélélé (1-12) Ghislain Printant (13-38) |
| Toulouse       | Alain Casanova (1-29) Dominique Arribagé (30-38) |
| Stade de Reims | Jean-Luc Vasseur (1-31) Olivier Guégan (32-38)   |

### Equipos porregión
| \| Región \| N.º \| Equipos \| \| ------------------------- \| --- \| ---------------------------------------- \| \| Bretaña \| 3 \| EA Guingamp, Lorient y Rennes \| \| Ródano-Alpes \| 3 \| Thonon-Gaillard FC, Lyon y Saint-Étienne \| \| Provenza-Alpes-Costa Azul \| 2 \| Marsella y Niza \| \| Norte-Paso de Calais \| 2 \| Lille OSC y Lens \| \| Aquitania \| 1 \| Girondins \| \| Isla de Francia \| 1 \| París SG \| \| Mónaco \| 1 \| AS Mónaco \| \| Lorena \| 1 \| FC Metz \| \| Córcega \| 1 \| SC Bastia \| \| Champaña-Ardenas \| 1 \| Stade de Reims \| \| Languedoc-Rosellón \| 1 \| Montpellier Héraut 1974 \| \| Países del Loira \| 1 \| FC Nantes \| \| Mediodía-Pirineos \| 1 \| Toulouse FC \| \| Baja Normandía \| 1 \| SM Caen \| |     | París Saint-Germain AS Mónaco Lille OSC AS Saint-Étienne Olympique de Lyon Olympique de Marsella Girondins de Burdeos FC Metz Toulouse FC FC Nantes Stade de Reims SC Bastia FC Lorient OGC Niza Montpellier Rennes EA Guingamp SM Caen RC Lens Évian TG |
| Región | N.º | Equipos |
| Bretaña | 3   | EA Guingamp, Lorient y Rennes |
| Ródano-Alpes | 3   | Thonon-Gaillard FC, Lyon y Saint-Étienne |
| Provenza-Alpes-Costa Azul | 2   | Marsella y Niza |
| Norte-Paso de Calais | 2   | Lille OSC y Lens |
| Aquitania | 1   | Girondins |
| Isla de Francia | 1   | París SG |
| Mónaco | 1   | AS Mónaco |
| Lorena | 1   | FC Metz |
| Córcega | 1   | SC Bastia |
| Champaña-Ardenas | 1   | Stade de Reims |
| Languedoc-Rosellón | 1   | Montpellier Héraut 1974 |
| Países del Loira | 1   | FC Nantes |
| Mediodía-Pirineos | 1   | Toulouse FC |
| Baja Normandía | 1   | SM Caen |

## Clasificación
| Pos. | Equipo                  | Pts. | PJ | G  | E  | P  | GF | GC | Dif. | Clasificación o descenso                             |
| ---- | ----------------------- | ---- | -- | -- | -- | -- | -- | -- | ---- | ---------------------------------------------------- |
| 1    | París Saint-Germain (C) | 83   | 38 | 24 | 11 | 3  | 83 | 36 | +47  | Fase de grupos de la Liga de Campeones               |
| 2    | Olympique de Lyon       | 75   | 38 | 22 | 9  | 7  | 72 | 33 | +39  | Fase de grupos de la Liga de Campeones               |
| 3    | Mónaco                  | 71   | 38 | 20 | 11 | 7  | 51 | 26 | +25  | Tercera ronda clasificatoria de la Liga de Campeones |
| 4    | Olympique de Marsella   | 69   | 38 | 21 | 6  | 11 | 76 | 42 | +34  | Fase de grupos de la Liga Europa                     |
| 5    | Saint-Étienne           | 69   | 38 | 19 | 12 | 7  | 51 | 30 | +21  | Tercera ronda clasificatoria de la Liga Europa       |
| 6    | Girondins de Burdeos    | 63   | 38 | 17 | 12 | 9  | 47 | 44 | +3   | Tercera ronda clasificatoria de la Liga Europa       |
| 7    | Montpellier             | 56   | 38 | 16 | 8  | 14 | 46 | 39 | +7   |                                                      |
| 8    | Lille                   | 56   | 38 | 16 | 8  | 14 | 43 | 42 | +1   |                                                      |
| 9    | Stade Rennes            | 50   | 38 | 13 | 11 | 14 | 35 | 42 | −7   |                                                      |
| 10   | EA Guingamp             | 49   | 38 | 15 | 4  | 19 | 41 | 55 | −14  |                                                      |
| 11   | Niza                    | 48   | 38 | 13 | 9  | 16 | 44 | 53 | −9   |                                                      |
| 12   | Bastia                  | 47   | 38 | 12 | 11 | 15 | 37 | 46 | −9   |                                                      |
| 13   | Caen                    | 46   | 38 | 12 | 10 | 16 | 54 | 55 | −1   |                                                      |
| 14   | Nantes                  | 45   | 38 | 11 | 12 | 15 | 29 | 40 | −11  |                                                      |
| 15   | Stade de Reims          | 44   | 38 | 12 | 8  | 18 | 47 | 66 | −19  |                                                      |
| 16   | Lorient                 | 43   | 38 | 12 | 7  | 19 | 44 | 50 | −6   |                                                      |
| 17   | Toulouse                | 42   | 38 | 12 | 6  | 20 | 43 | 64 | −21  |                                                      |
| 18   | Évian (D)               | 37   | 38 | 11 | 4  | 23 | 41 | 62 | −21  | Descenso de categoría                                |
| 19   | Metz (D)                | 30   | 38 | 7  | 9  | 22 | 31 | 61 | −30  | Descenso de categoría                                |
| 20   | Lens (D)                | 29   | 38 | 7  | 8  | 23 | 32 | 61 | −29  | Descenso de categoría                                |

 Fuente: Marca.com y Lfp.fr
Notas:
1. ↑  Saint-Étienne se clasificó para la tercera ronda clasificatoria de la Liga Europa 2015-16 debido a que el campeón de la Copa de Francia 2014-15 (París Saint-Germain) se clasificó para la Liga de Campeones, el cupo que otorgaba dicho torneo pasó al 5° clasificado.
2. ↑  Girondins de Burdeos se clasificó para la tercera ronda clasificatoria de la Liga Europa 2015-16 debido a que el campeón de la Copa de la Liga de Francia 2014-15 (París Saint-Germain) se clasificó para la Liga de Campeones, el cupo que otorgaba dicho torneo pasó al 6° clasificado.

### Evolución de las posiciones
| Equipo / Jornada      | 1  | 2  | 3  | 4  | 5  | 6  | 7  | 8  | 9  | 10 | 11 | 12 | 13 | 14 | 15 | 16 | 17 | 18 | 19 | 20 | 21 | 22 | 23 | 24 | 25 | 26 | 27 | 28 | 29 | 30 | 31 | 32 | 33 | 34 | 35 | 36 | 37 | 38 |
| Equipo / Jornada      |    |    |    |    |    |    |    |    |    |    |    |    |    |    |    |    |    |    |    |    |    |    |    |    |    |    |    |    |    |    |    |    |    |    |    |    |    |    |
| --------------------- | -- | -- | -- | -- | -- | -- | -- | -- | -- | -- | -- | -- | -- | -- | -- | -- | -- | -- | -- | -- | -- | -- | -- | -- | -- | -- | -- | -- | -- | -- | -- | -- | -- | -- | -- | -- | -- | -- |
| París Saint-Germain4  | 10 | 3  | 6  | 2  | 5  | 5  | 4  | 4  | 3  | 2  | 2  | 2  | 2  | 2  | 2  | 2  | 2  | 2  | 3  | 4  | 3  | 3  | 3  | 3  | 3  | 2  | 2  | 2  | 2  | 1  | 1  | 2  | 2  | 1  | 1  | 1  | 1  | 1  |
| Olympique de Lyon     | 2  | 10 | 13 | 17 | 13 | 12 | 8  | 10 | 6  | 4  | 3  | 3  | 3  | 3  | 3  | 3  | 3  | 3  | 2  | 1  | 1  | 1  | 1  | 1  | 1  | 1  | 1  | 1  | 1  | 2  | 2  | 1  | 1  | 2  | 2  | 2  | 2  | 2  |
| Mónaco2               | 15 | 19 | 17 | 15 | 19 | 16 | 11 | 12 | 13 | 10 | 8  | 7  | 8  | 8  | 10 | 7  | 7  | 6  | 5  | 5  | 5  | 5  | 5  | 5  | 5  | 4  | 4  | 4  | 4  | 4  | 4  | 3  | 3  | 3  | 3  | 3  | 3  | 3  |
| Olympique de Marsella | 8  | 15 | 11 | 4  | 2  | 1  | 1  | 1  | 1  | 1  | 1  | 1  | 1  | 1  | 1  | 1  | 1  | 1  | 1  | 2  | 2  | 2  | 2  | 2  | 2  | 3  | 3  | 3  | 3  | 3  | 3  | 4  | 4  | 5  | 4  | 4  | 4  | 4  |
| Saint-Étienne         | 3  | 2  | 2  | 8  | 4  | 3  | 3  | 6  | 10 | 5  | 4  | 5  | 6  | 6  | 5  | 4  | 4  | 4  | 4  | 3  | 4  | 4  | 4  | 4  | 4  | 5  | 5  | 5  | 5  | 5  | 5  | 5  | 5  | 4  | 5  | 5  | 5  | 5  |
| Burdeos               | 7  | 1  | 1  | 1  | 3  | 2  | 2  | 2  | 2  | 3  | 6  | 4  | 4  | 4  | 4  | 6  | 5  | 5  | 6  | 6  | 7  | 7  | 7  | 6  | 6  | 6  | 7  | 6  | 6  | 6  | 6  | 6  | 6  | 6  | 6  | 6  | 6  | 6  |
| Montpellier2          | 17 | 11 | 5  | 10 | 6  | 6  | 9  | 7  | 7  | 11 | 13 | 9  | 12 | 9  | 9  | 10 | 8  | 9  | 10 | 8  | 6  | 6  | 6  | 7  | 7  | 7  | 6  | 7  | 7  | 7  | 7  | 7  | 7  | 7  | 7  | 7  | 7  | 7  |
| Lille1                | 12 | 7  | 3  | 3  | 1  | 4  | 5  | 3  | 4  | 8  | 11 | 12 | 14 | 14 | 14 | 15 | 15 | 12 | 13 | 11 | 12 | 13 | 13 | 11 | 11 | 12 | 9  | 8  | 8  | 8  | 8  | 8  | 8  | 8  | 8  | 8  | 8  | 8  |
| Stade Rennes          | 18 | 8  | 7  | 5  | 7  | 8  | 13 | 15 | 12 | 13 | 9  | 11 | 7  | 7  | 6  | 5  | 6  | 7  | 8  | 9  | 9  | 10 | 10 | 12 | 12 | 13 | 10 | 9  | 11 | 11 | 9  | 9  | 9  | 9  | 9  | 9  | 9  | 9  |
| Guingamp              | 19 | 13 | 16 | 18 | 16 | 19 | 19 | 20 | 20 | 19 | 20 | 16 | 18 | 19 | 20 | 17 | 16 | 13 | 12 | 13 | 13 | 12 | 11 | 10 | 8  | 8  | 11 | 13 | 10 | 10 | 11 | 12 | 12 | 11 | 10 | 11 | 10 | 10 |
| Niza                  | 4  | 4  | 9  | 16 | 11 | 17 | 12 | 8  | 11 | 12 | 7  | 10 | 13 | 11 | 11 | 14 | 11 | 11 | 11 | 12 | 10 | 8  | 8  | 8  | 9  | 9  | 13 | 15 | 16 | 12 | 13 | 10 | 11 | 12 | 13 | 15 | 12 | 11 |
| Bastia                | 9  | 17 | 12 | 13 | 14 | 18 | 16 | 16 | 19 | 16 | 18 | 19 | 15 | 15 | 17 | 20 | 20 | 18 | 19 | 14 | 15 | 14 | 16 | 15 | 13 | 10 | 14 | 10 | 12 | 13 | 14 | 14 | 16 | 13 | 12 | 10 | 11 | 12 |
| Caen                  | 1  | 9  | 4  | 9  | 12 | 10 | 14 | 13 | 17 | 18 | 15 | 15 | 17 | 16 | 18 | 18 | 19 | 20 | 20 | 20 | 20 | 18 | 15 | 14 | 15 | 14 | 12 | 14 | 14 | 14 | 12 | 13 | 13 | 15 | 14 | 13 | 15 | 13 |
| Nantes                | 6  | 5  | 8  | 7  | 10 | 7  | 7  | 9  | 5  | 6  | 5  | 6  | 5  | 5  | 7  | 8  | 9  | 8  | 7  | 7  | 8  | 9  | 9  | 9  | 10 | 11 | 8  | 11 | 9  | 9  | 10 | 11 | 10 | 10 | 11 | 12 | 13 | 14 |
| Stade de Reims        | 11 | 16 | 19 | 19 | 18 | 15 | 18 | 19 | 16 | 14 | 14 | 13 | 10 | 10 | 8  | 9  | 10 | 10 | 9  | 10 | 11 | 11 | 12 | 13 | 14 | 15 | 15 | 12 | 13 | 15 | 16 | 17 | 14 | 17 | 17 | 17 | 14 | 15 |
| Lorient3              | 5  | 6  | 10 | 6  | 8  | 11 | 17 | 17 | 14 | 15 | 17 | 18 | 20 | 17 | 15 | 16 | 17 | 14 | 15 | 16 | 14 | 15 | 17 | 16 | 16 | 16 | 16 | 17 | 15 | 17 | 17 | 16 | 18 | 16 | 15 | 14 | 16 | 16 |
| Toulouse              | 14 | 12 | 14 | 12 | 15 | 14 | 10 | 11 | 8  | 9  | 12 | 14 | 11 | 13 | 13 | 11 | 12 | 15 | 14 | 15 | 16 | 17 | 14 | 17 | 17 | 17 | 18 | 18 | 18 | 18 | 18 | 18 | 15 | 14 | 16 | 16 | 17 | 17 |
| Évian TG1 3           | 20 | 20 | 20 | 20 | 20 | 20 | 20 | 18 | 15 | 17 | 19 | 20 | 16 | 18 | 16 | 13 | 14 | 16 | 18 | 18 | 18 | 16 | 18 | 18 | 18 | 18 | 17 | 16 | 17 | 16 | 15 | 15 | 17 | 18 | 18 | 18 | 18 | 18 |
| Metz4                 | 13 | 14 | 18 | 14 | 17 | 9  | 6  | 5  | 9  | 7  | 10 | 8  | 9  | 12 | 12 | 12 | 13 | 17 | 17 | 17 | 17 | 20 | 20 | 20 | 20 | 20 | 20 | 20 | 20 | 20 | 19 | 19 | 19 | 19 | 19 | 19 | 19 | 19 |
| Lens                  | 16 | 18 | 15 | 11 | 9  | 13 | 15 | 14 | 18 | 20 | 16 | 17 | 19 | 20 | 19 | 19 | 18 | 19 | 16 | 19 | 19 | 19 | 19 | 19 | 19 | 19 | 19 | 19 | 19 | 19 | 20 | 20 | 20 | 20 | 20 | 20 | 20 | 20 |

- Notas: 1 Posiciones de Lille y Évian de la fecha 14 a la 19 con un partido pendiente por el aplazamiento del encuentro entre ambos en la jornada 14 debido a la celebración de la final de la Copa Davis en el Stade Pierre-Mauroy.
- 2 Posiciones de Mónaco y Montpellier de la fecha 25 a la 30 con un partido pendiente por el aplazamiento del encuentro entre ambos en la jornada 25 debido al mal tiempo.
- 3 Posiciones de Évian y Lorient de la fecha 26 a la 27 con un partido pendiente por el aplazamiento del encuentro entre ambos en la jornada 26 debido al mal tiempo.
- 4 Posiciones de PSG y Metz de la fecha 32 a la 33 con un partido pendiente por el aplazamiento del encuentro entre ambos en la jornada 30 debido a la final de la Coupe de la Ligue.

## Resultados
- Los horarios corresponden al huso horario de Francia (Hora central europea): UTC+1 en horario estándar y UTC+2 en horario de verano

### Primera vuelta
| Stade de Reims    | 2 - 2 | Paris Saint-Germain   | Stade Auguste Delaune | 8 de agosto  | 20:30 |
| Bastia            | 3 - 3 | Olympique de Marsella | Stade Armand Cesari   | 9 de agosto  | 21:00 |
| Évian             | 0 - 3 | Caen                  | Parc des Sports       | 9 de agosto  | 21:00 |
| Guingamp          | 0 - 2 | Saint-Étienne         | Stade du Roudourou    | 9 de agosto  | 21:00 |
| Lille             | 0 - 0 | Metz                  | Stade Pierre-Mauroy   | 9 de agosto  | 21:00 |
| Montpellier       | 0 - 1 | Girondins de Burdeos  | Stade de la Mosson    | 9 de agosto  | 21:00 |
| Nantes            | 1 - 0 | Lens                  | Stade de la Beaujoire | 9 de agosto  | 21:00 |
| Nice              | 3 - 2 | Toulouse              | Allianz Riviera       | 9 de agosto  | 21:00 |
| Olympique de Lyon | 2 - 0 | Stade Rennais         | Stade de Gerland      | 10 de agosto | 17:00 |
| Mónaco            | 1 - 2 | Lorient               | Stade Louis II        | 10 de agosto | 21:00 |

| Caen                  | 0 - 1 | Lille             | MMArena                      | 15 de agosto | 20:30 |
| París Saint-Germain   | 2 - 0 | Bastia            | Parc des Princes             | 16 de agosto | 17:00 |
| Lens                  | 0 - 1 | Guingamp          | Stade de la Licorne          | 16 de agosto | 21:00 |
| Lorient               | 0 - 0 | Niza              | Stade du Moustoir            | 16 de agosto | 21:00 |
| Metz                  | 1 - 1 | Nantes            | Stade Saint-Symphorien       | 16 de agosto | 21:00 |
| Stade Rennes          | 6 - 2 | Évian             | Stade de la Route de Lorient | 16 de agosto | 21:00 |
| Toulouse              | 2 - 1 | Olympique de Lyon | Stadium Municipal            | 16 de agosto | 21:00 |
| Olympique de Marsella | 0 - 2 | Montpellier       | Stade Vélodrome              | 17 de agosto | 17:00 |
| Saint-Étienne         | 3 - 1 | Stade de Reims    | Stade Geoffroy-Guichard      | 17 de agosto | 17:00 |
| Girondins de Burdeos  | 4 - 1 | Mónaco            | Stade Jacques Chaban-Delmas  | 17 de agosto | 21:00 |

| Évian             | 0 - 0 | París Saint-Germain   | Parc des Sports         | 22 de agosto | 20:30 |
| Guingamp          | 0 - 1 | Olympique de Marsella | Stade du Roudourou      | 23 de agosto | 17:00 |
| Bastia            | 1 - 0 | Toulouse              | Stade Armand Cesari     | 23 de agosto | 20:00 |
| Lille             | 2 - 0 | Lorient               | Stade Pierre-Mauroy     | 23 de agosto | 20:00 |
| Montpellier       | 2 - 0 | Metz                  | Stade de la Mosson      | 23 de agosto | 20:00 |
| Niza              | 1 - 3 | Girondins de Burdeos  | Allianz Riviera         | 23 de agosto | 20:00 |
| Stade de Reims    | 0 - 2 | Caen                  | Stade Auguste Delaune   | 23 de agosto | 20:00 |
| Olympique de Lyon | 0 - 1 | Lens                  | Stade de Gerland        | 24 de agosto | 14:00 |
| Saint-Étienne     | 0 - 0 | Stade Rennais         | Stade Geoffroy-Guichard | 24 de agosto | 17:00 |
| Nantes            | 0 - 1 | Mónaco                | Stade de la Beaujoire   | 24 de agosto | 21:00 |

| Olympique de Marsella | 4 - 0 | Niza              | Stade Vélodrome        | 29 de agosto | 20:30 |
| Mónaco                | 1 - 1 | Lille             | Stade Louis II         | 30 de agosto | 17:00 |
| Caen                  | 0 - 1 | Stade Rennais     | MMArena                | 30 de agosto | 20:00 |
| Lens                  | 4 - 2 | Stade de Reims    | Stade de la Licorne    | 30 de agosto | 20:00 |
| Lorient               | 4 - 0 | Guingamp          | Stade du Moustoir      | 30 de agosto | 20:00 |
| Nantes                | 1 - 0 | Montpellier       | Stade de la Beaujoire  | 30 de agosto | 20:00 |
| Toulouse              | 1 - 0 | Évian             | Stadium Municipal      | 30 de agosto | 20:00 |
| Girondins de Burdeos  | 1 - 1 | Bastia            | Stade Chaban-Delmas    | 31 de agosto | 14:00 |
| Metz                  | 2 - 1 | Olympique de Lyon | Stade Saint-Symphorien | 31 de agosto | 17:00 |
| París Saint-Germain   | 5 - 0 | Saint-Étienne     | Parc des Princes       | 31 de agosto | 21:00 |

| Olympique de Lyon | 2 - 1 | Mónaco                | Stade de Gerland             | 12 de septiembre | 20:30 |
| Stade Rennes      | 1 - 1 | París Saint-Germain   | Stade de la Route de Lorient | 13 de septiembre | 17:00 |
| Bastia            | 1 - 1 | Lens                  | Stade Armand Cesari          | 13 de septiembre | 20:00 |
| Montpellier       | 1 - 0 | Lorient               | Stade de la Mosson           | 13 de septiembre | 20:00 |
| Nice              | 1 - 0 | Metz                  | Allianz Riviera              | 13 de septiembre | 20:00 |
| Stade de Reims    | 2 - 0 | Toulouse              | Stade Auguste Delaune        | 13 de septiembre | 20:00 |
| Saint-Étienne     | 1 - 0 | Caen                  | Stade Geoffroy-Guichard      | 13 de septiembre | 20:00 |
| Lille             | 2 - 0 | Nantes                | Stade Pierre-Mauroy          | 14 de septiembre | 14:00 |
| Guingamp          | 2 - 1 | Girondins de Burdeos  | Stade du Roudourou           | 14 de septiembre | 17:00 |
| Évian             | 1 - 3 | Olympique de Marsella | Parc des Sports              | 14 de septiembre | 21:00 |

| Girondins de Burdeos  | 2 - 1 | Évian             | Stade Chaban-Delmas    | 19 de septiembre | 20:30 |
| Olympique de Marsella | 3 - 0 | Stade Rennes      | Stade Vélodrome        | 20 de septiembre | 17:00 |
| Lorient               | 0 - 1 | Stade de Reims    | Stade de Moustoir      | 20 de septiembre | 20:00 |
| Metz                  | 3 - 1 | Bastia            | Stade Saint-Symphorien | 20 de septiembre | 20:00 |
| Nantes                | 2 - 1 | Niza              | Stade de la Beaujoire  | 20 de septiembre | 20:00 |
| Toulouse              | 3 - 3 | Caen              | Stadium Municipal      | 20 de septiembre | 20:00 |
| Lille                 | 0 - 0 | Montpellier       | Stade Pierre-Mauroy    | 21 de septiembre | 14:00 |
| Lens                  | 0 - 1 | Saint-Étienne     | Stade de la Licorne    | 21 de septiembre | 17:00 |
| Mónaco                | 1 - 0 | Guingamp          | Stade Louis II         | 21 de septiembre | 17:00 |
| París Saint-Germain   | 1 - 1 | Olympique de Lyon | Parc des Princes       | 21 de septiembre | 21:00 |

| Stade de Reims    | 0 - 5 | Olympique de Marsella | Stade Auguste Delaune        | 23 de septiembre | 19:00 |
| Stade Rennes      | 0 - 3 | Toulouse              | Stade de la Route de Lorient | 23 de septiembre | 21:00 |
| Bastia            | 0 - 0 | Nantes                | Stade Armand Cesari          | 24 de septiembre | 19:00 |
| Évian             | 2 - 1 | Lens                  | Parc des Sports              | 24 de septiembre | 19:00 |
| Guingamp          | 0 - 1 | Metz                  | Stade du Roudourou           | 24 de septiembre | 19:00 |
| Olympique de Lyon | 4 - 0 | Lorient               | Stade de Gerland             | 24 de septiembre | 19:00 |
| Montpellier       | 0 - 1 | Mónaco                | Stade de la Mosson           | 24 de septiembre | 19:00 |
| Nice              | 1 - 0 | Lille                 | Allianz Riviera              | 24 de septiembre | 19:00 |
| Caen              | 0 - 2 | París Saint-Germain   | Stade Michel d'Ornano        | 24 de septiembre | 21:00 |
| Saint-Étienne     | 1 - 1 | Girondins de Burdeos  | Stade Geoffroy-Guichard      | 25 de septiembre | 21:00 |

| Mónaco                | 0 - 1 | Nice                | Stade Louis II         | 27 de septiembre | 14:00 |
| Toulouse              | 1 - 1 | París Saint-Germain | Stadium Municipal      | 27 de septiembre | 17:00 |
| Lille                 | 1 - 0 | Bastia              | Stade Pierre-Mauroy    | 27 de septiembre | 20:00 |
| Lorient               | 0 - 2 | Évian               | Stade du Moustoir      | 27 de septiembre | 20:00 |
| Metz                  | 3 - 0 | Stade de Reims      | Stade Saint-Symphorien | 27 de septiembre | 20:00 |
| Montpellier           | 2 - 1 | Guingamp            | Stade de la Mosson     | 27 de septiembre | 20:00 |
| Girondins de Burdeos  | 2 - 1 | Stade Rennes        | Stade Chaban-Delmas    | 28 de septiembre | 14:00 |
| Lens                  | 0 - 0 | Caen                | Stade de la Licorne    | 28 de septiembre | 17:00 |
| Nantes                | 1 - 1 | Olympique de Lyon   | Stade de la Beaujoire  | 28 de septiembre | 17:00 |
| Olympique de Marsella | 2 - 1 | Saint-Étienne       | Stade Vélodrome        | 28 de septiembre | 21:00 |

| Stade de Reims      | 1 - 0 | Girondins de Burdeos  | Stade Auguste Delaune        | 3 de octubre | 20:30 |
| Caen                | 1 - 2 | Olympique de Marsella | Stade Michel d'Ornano        | 4 de octubre | 17:00 |
| Bastia              | 0 - 2 | Lorient               | Stade Armand Cesari          | 4 de octubre | 20:00 |
| Évian               | 3 - 0 | Metz                  | Parc des Sports              | 4 de octubre | 20:00 |
| Niza                | 1 - 1 | Montpellier           | Allianz Arena                | 4 de octubre | 20:00 |
| Stade Rennes        | 2 - 0 | Lens                  | Stade de la Route de Lorient | 4 de octubre | 20:00 |
| Saint-Étienne       | 0 - 1 | Toulouse              | Stade Geoffroy-Guichard      | 5 de octubre | 14:00 |
| Guingamp            | 0 - 1 | Nantes                | Stade du Roudourou           | 5 de octubre | 17:00 |
| Olympique de Lyon   | 3 - 0 | Lille                 | Stade de Gerland             | 5 de octubre | 17:00 |
| París Saint-Germain | 1 - 1 | Mónaco                | Parc des Princes             | 5 de octubre | 21:00 |

| Lens                  | 1 - 3 | París Saint-Germain | Stade de France        | 17 de octubre | 20:30 |
| Lorient               | 0 - 1 | Saint-Étienne       | Stade du Moustoir      | 18 de octubre | 17:00 |
| Lille                 | 1 - 2 | Guingamp            | Stade Pierre-Mauroy    | 18 de octubre | 20:00 |
| Metz                  | 0 - 0 | Stade Rennais       | Stade Saint-Symphorien | 18 de octubre | 20:00 |
| Mónaco                | 2 - 0 | Évian               | Stade Louis II         | 18 de octubre | 20:00 |
| Nantes                | 1 - 1 | Stade de Reims      | Stade de la Beaujoire  | 18 de octubre | 20:00 |
| Niza                  | 0 - 1 | Bastia              | Allianz Riviera        | 18 de octubre | 20:00 |
| Olympique de Marsella | 2 - 0 | Toulouse            | Stade Vélodrome        | 19 de octubre | 14:00 |
| Girondins de Burdeos  | 1 - 1 | Caen                | Stade Chaban-Delmas    | 19 de octubre | 17:00 |
| Olympique de Lyon     | 5 - 1 | Montpellier         | Stade de Gerland       | 19 de octubre | 21:00 |

| Toulouse            | 0 - 2 | Lens                  | Stadium Municipal            | 24 de octubre | 20:30 |
| París Saint-Germain | 3 - 0 | Girondins de Burdeos  | Parc des Princes             | 25 de octubre | 17:00 |
| Bastia              | 1 - 3 | Mónaco                | Stade Armand Cesari          | 25 de octubre | 20:00 |
| Caen                | 2 - 1 | Lorient               | Stade Michel d'Ornano        | 25 de octubre | 20:00 |
| Évian               | 0 - 2 | Nantes                | Parc des Sports              | 25 de octubre | 20:00 |
| Stade de Reims      | 1 - 0 | Montpellier           | Stade Auguste Delaune        | 25 de octubre | 20:00 |
| Stade Rennes        | 2 - 0 | Lille                 | Stade de la Route de Lorient | 26 de octubre | 14:00 |
| Guingamp            | 2 - 7 | Nice                  | Stade du Roudourou           | 26 de octubre | 17:00 |
| Saint-Étienne       | 1 - 0 | Metz                  | Stade Geoffroy-Guichard      | 26 de octubre | 17:00 |
| Olympique de Lyon   | 1 - 0 | Olympique de Marsella | Stade de Gerland             | 26 de octubre | 21:00 |

| Mónaco                | 1 - 1 | Stade de Reims      | Stade Louis II         | 31 de octubre  | 20:30 |
| Lorient               | 1 - 2 | París Saint-Germain | Stade du Moustoir      | 1 de noviembre | 17:00 |
| Guingamp              | 1 - 0 | Bastia              | Stade du Roudourou     | 1 de noviembre | 20:00 |
| Lille                 | 1 - 1 | Saint-Étienne       | Stade Pierre-Mauroy    | 1 de noviembre | 20:00 |
| Metz                  | 3 - 2 | Caen                | Stade Saint-Symphorien | 1 de noviembre | 20:00 |
| Montpellier           | 2 - 0 | Évian               | Stade de la Mosson     | 1 de noviembre | 20:00 |
| Niza                  | 1 - 3 | Olympique de Lyon   | Allianz Riviera        | 1 de noviembre | 20:00 |
| Nantes                | 1 - 1 | Stade Rennes        | Stade de la Beaujoire  | 2 de noviembre | 14:00 |
| Girondins de Burdeos  | 2 - 1 | Toulouse            | Stade Chaban-Delmas    | 2 de noviembre | 17:00 |
| Olympique de Marsella | 2 - 1 | Lens                | Stade Vélodrome        | 2 de noviembre | 21:00 |

| Stade Rennes        | 1 - 0 | Lorient               | Stade de la Route de Lorient | 7 de noviembre | 20:30 |
| Lens                | 1 - 2 | Girondins de Burdeos  | Stade de la Licorne          | 8 de noviembre | 17:00 |
| Bastia              | 2 - 0 | Montpellier           | Stade Armand Cesari          | 8 de noviembre | 20:00 |
| Caen                | 1 - 2 | Nantes                | Stade Michel d'Ornano        | 8 de noviembre | 20:00 |
| Évian               | 1 - 0 | Niza                  | Parc des Sports              | 8 de noviembre | 20:00 |
| Toulouse            | 3 - 0 | Metz                  | Stadiu Municipal             | 8 de noviembre | 20:00 |
| Olympique de Lyon   | 3 - 1 | Guingamp              | Stade de Gerland             | 9 de noviembre | 14:00 |
| Stade de Reims      | 2 - 0 | Lille                 | Stade Auguste Delaune        | 9 de noviembre | 17:00 |
| Saint-Étienne       | 1 - 1 | Mónaco                | Stade Geoffroy-Guichard      | 9 de noviembre | 17:00 |
| París Saint-Germain | 2 - 0 | Olympique de Marsella | Parc des Princes             | 9 de noviembre | 21:00 |

| Metz                  | 2 - 3 | París Saint-Germain  | Stade Saint-Symphorien       | 21 de noviembre | 20:30 |
| Bastia                | 0 - 0 | Olympique de Lyon    | Stade Armand Cesari          | 22 de noviembre | 17:00 |
| Guingamp              | 0 - 1 | Stade Rennes         | Stade de la Route de Lorient | 22 de noviembre | 20:00 |
| Lorient               | 1 - 0 | Lens                 | Stade du Moustoir            | 22 de noviembre | 20:00 |
| Mónaco                | 2 - 2 | Caen                 | Stade Louis II               | 22 de noviembre | 20:00 |
| Niza                  | 0 - 0 | Stade de Reims       | Allianz Riviera              | 22 de noviembre | 20:00 |
| Nantes                | 0 - 0 | Saint-Étienne        | Stade de la Beaujoire        | 23 de noviembre | 14:00 |
| Montpellier           | 2 - 0 | Toulouse             | Stade de la Mosson           | 23 de noviembre | 17:00 |
| Olympique de Marsella | 3 - 1 | Girondins de Burdeos | Stade Vélodrome              | 23 de noviembre | 21:00 |
| Lille                 | 1 - 0 | Évian                | Stade Pierre-Mauroy          | 7 de enero      | 20:30 |

| Olympique de Marsella | 2 - 0 | Nantes            | Stade Vélodrome              | 28 de noviembre | 20:30 |
| París Saint-Germain   | 1 - 0 | Niza              | Parc des Princes             | 29 de noviembre | 17:00 |
| Caen                  | 1 - 1 | Montpellier       | Stade Michel d'Ornano        | 29 de noviembre | 20:00 |
| Lens                  | 2 - 0 | Metz              | Stade de la Licorne          | 29 de noviembre | 20:00 |
| Stade de Reims        | 2 - 1 | Bastia            | Stade Auguste Delaune        | 29 de noviembre | 20:00 |
| Stade Rennes          | 2 - 0 | Mónaco            | Stade de la Route de Lorient | 29 de noviembre | 20:00 |
| Toulouse              | 2 - 3 | Lorient           | Stadium Municipal            | 29 de noviembre | 20:00 |
| Girondins de Burdeos  | 1 - 0 | Lille             | Stade Chaban-Delmas          | 30 de noviembre | 14:00 |
| Évian                 | 2 - 0 | Guingamp          | Parc des Sports              | 30 de noviembre | 17:00 |
| Saint-Étienne         | 3 - 0 | Olympique de Lyon | Stade Geoffroy-Guichard      | 30 de noviembre | 21:00 |

| Lorient           | 1 - 1 | Olympique de Marsella | Stade du Moustoir      | 2 de diciembre | 19:00 |
| Nantes            | 1 - 2 | Toulouse              | Stade de la Beaujoire  | 2 de diciembre | 19:00 |
| Mónaco            | 2 - 0 | Lens                  | Stade Louis II         | 2 de diciembre | 21:00 |
| Bastia            | 1 - 2 | Évian                 | Stade Armand Cesari    | 3 de diciembre | 19:00 |
| Guingamp          | 5 - 1 | Caen                  | Stade du Roudourou     | 3 de diciembre | 19:00 |
| Metz              | 0 - 0 | Girondins de Burdeos  | Stade Saint-Symphorien | 3 de diciembre | 19:00 |
| Montpellier       | 0 - 2 | Saint-Étienne         | Stade de la Mosson     | 3 de diciembre | 19:00 |
| Niza              | 1 - 2 | Stade Rennes          | Allianz Riviera        | 3 de diciembre | 19:00 |
| Lille             | 1 - 1 | París Saint-Germain   | Stade Pierre-Mauroy    | 3 de diciembre | 21:00 |
| Olympique de Lyon | 2 - 1 | Stade de Reims        | Stade de Gerland       | 4 de diciembre | 21:00 |

| Toulouse              | 0 - 2 | Mónaco            | Stadium Municipal            | 5 de diciembre | 20:30 |
| París Saint-Germain   | 2 - 1 | Nantes            | Parc des Princes             | 6 de diciembre | 17:00 |
| Girondins de Burdeos  | 3 - 2 | Lorient           | Stade Chaban-Delmas          | 6 de diciembre | 20:00 |
| Caen                  | 2 - 3 | Nice              | Stade Michel d'Ornano        | 6 de diciembre | 20:00 |
| Stade Rennes          | 0 - 4 | Montpellier       | Stade de la Route de Lorient | 6 de diciembre | 20:00 |
| Saint-Étienne         | 1 - 0 | Bastia            | Stade Geoffroy-Guichard      | 6 de diciembre | 20:00 |
| Évian                 | 2 - 3 | Olympique de Lyon | Parc des Sports              | 7 de diciembre | 14:00 |
| Lens                  | 1 - 1 | Lille             | Stade de France              | 7 de diciembre | 17:00 |
| Stade de Reims        | 2 - 3 | Guingamp          | Stade Auguste Delaune        | 7 de diciembre | 17:00 |
| Olympique de Marsella | 3 - 1 | Metz              | Stade Vélodrome              | 7 de diciembre | 21:00 |

| Olympique de Lyon | 3 - 0 | Caen                  | Stade de Gerland      | 12 de diciembre | 20:30 |
| Nantes            | 2 - 1 | Girondins             | Stade de la Beaujoire | 13 de diciembre | 17:00 |
| Bastia            | 2 - 0 | Stade Rennes          | Stade Armand Cesari   | 13 de diciembre | 20:00 |
| Lorient           | 3 - 1 | Metz                  | Stade du Moustoir     | 13 de diciembre | 20:00 |
| Montpellier       | 3 - 3 | Lens                  | Stade de la Mosson    | 13 de diciembre | 20:00 |
| Stade de Reims    | 3 - 2 | Évian                 | Stade Auguste Delaune | 13 de diciembre | 20:00 |
| Niza              | 0 - 0 | Saint-Étienne         | Allianz Riviera       | 14 de diciembre | 14:00 |
| Guingamp          | 1 - 0 | París Saint-Germain   | Stade du Roudourou    | 14 de diciembre | 17:00 |
| Lille             | 3 - 0 | Toulouse              | Stade Pierre-Mauroy   | 14 de diciembre | 17:00 |
| Mónaco            | 1 - 0 | Olympique de Marsella | Stade Louis II        | 14 de diciembre | 21:00 |

| Lens                  | 2 - 0 | Niza              | Stade de la Licorne          | 19 de diciembre | 20:30 |
| París Saint-Germain   | 0 - 0 | Montpellier       | Parc des Princes             | 20 de diciembre | 17:00 |
| Caen                  | 1 - 1 | Bastia            | Stade Michel d'Ornano        | 20 de diciembre | 20:00 |
| Lorient               | 1 - 2 | Nantes            | Stade du Moustoir            | 20 de diciembre | 20:00 |
| Metz                  | 0 - 1 | Mónaco            | Stade Saint-Symphorien       | 20 de diciembre | 20:00 |
| Stade Rennes          | 1 - 3 | Stade de Reims    | Stade de la Route de Lorient | 20 de diciembre | 20:00 |
| Toulouse              | 1 - 1 | Guingamp          | Stadium Municipal            | 20 de diciembre | 20:00 |
| Olympique de Marsella | 2 - 1 | Lille             | Stade Vélodrome              | 21 de diciembre | 14:00 |
| Saint-Étienne         | 3 - 0 | Évian             | Stade Geoffroy-Guichard      | 21 de diciembre | 17:00 |
| Girondins de Burdeos  | 0 - 5 | Olympique de Lyon | Stade Chaban-Delmas          | 21 de diciembre | 21:00 |

### Segunda vuelta
| Montpellier       | 2 - 1 | Olympique de Marsella | Stade de la Mosson    | 9 de enero  | 20:30 |
| Bastia            | 4 - 2 | París Saint-Germain   | Stade Armand Cesari   | 10 de enero | 17:00 |
| Évian             | 1 - 1 | Stade Rennes          | Parc des Sports       | 10 de enero | 20:00 |
| Guingamp          | 2 - 0 | Lens                  | Stade du Roudourou    | 10 de enero | 20:00 |
| Lille             | 1 - 0 | Caen                  | Stade Pierre-Mauroy   | 10 de enero | 20:00 |
| Nice              | 3 - 1 | Lorient               | Allianz Riviera       | 10 de enero | 20:00 |
| Stade de Reims    | 1 - 2 | Saint-Étienne         | Stade Auguste Delaune | 10 de enero | 20:00 |
| Olympique de Lyon | 3 - 0 | Toulouse              | Stade de Gerland      | 11 de enero | 17:00 |
| Nantes            | 0 - 0 | Metz                  | Stade de la Beaujoire | 11 de enero | 17:00 |
| Mónaco            | 0 - 0 | Girondins de Burdeos  | Stade Louis II        | 11 de enero | 21:00 |

| Girondins de Burdeos  | 1 - 2 | Nice              | Stade Chaban-Delmas          | 16 de enero | 20:30 |
| Lens                  | 0 - 2 | Olympique de Lyon | Stade de la Licorne          | 17 de enero | 17:00 |
| Caen                  | 4 - 1 | Stade de Reims    | Stade Michel d'Ornano        | 17 de enero | 20:00 |
| Lorient               | 1 - 0 | Lille             | Stade du Moustoir            | 17 de enero | 20:00 |
| Metz                  | 2 - 3 | Montpellier       | Stade Saint-Symphorien       | 17 de enero | 20:00 |
| Mónaco                | 1 - 0 | Nantes            | Stade Louis II               | 17 de enero | 20:00 |
| Toulouse              | 1 - 1 | Bastia            | Stadium Municipal            | 17 de enero | 20:00 |
| París Saint-Germain   | 4 - 2 | Évian             | Stade de Gerland             | 18 de enero | 14:00 |
| Stade Rennes          | 0 - 0 | Saint-Étienne     | Stade de la Route de Lorient | 18 de enero | 17:00 |
| Olympique de Marsella | 2 - 1 | Guingamp          | Stade Vélodrome              | 18 de enero | 21:00 |

| Nice              | 2 - 1 | Olympique de Marsella | Allianz Riviera              | 23 de enero | 20:30 |
| Lille             | 0 - 1 | Mónaco                | Stade Pierre-Mauroy          | 24 de enero | 17:00 |
| Bastia            | 0 - 0 | Girondins de Burdeos  | Stade Armand Cesari          | 24 de enero | 20:00 |
| Guingamp          | 3 - 2 | Lorient               | Stade du Roudourou           | 24 de enero | 20:00 |
| Montpellier       | 4 - 0 | Nantes                | Stade de la Mosson           | 24 de enero | 20:00 |
| Olympique de Lyon | 2 - 0 | Metz                  | Stade de Gerland             | 25 de enero | 14:00 |
| Évian             | 1 - 0 | Toulouse              | Parc des Sports              | 25 de enero | 14:00 |
| Stade de Reims    | 0 - 0 | Lens                  | Stade Auguste Delaune        | 25 de enero | 17:00 |
| Stade Rennes      | 1 - 4 | Caen                  | Stade de la Route de Lorient | 25 de enero | 17:00 |
| Saint-Étienne     | 0 - 1 | París Saint-Germain   | Stade Geoffroy-Guichard      | 25 de enero | 21:00 |

| París Saint-Germain   | 1 - 0 | Stade Rennes      | Parc des Princes       | 30 de enero  | 20:30 |
| Olympique de Marsella | 1 - 0 | Évian             | Stade Vélodrome        | 31 de enero  | 16:30 |
| Lens                  | 1 - 1 | Bastia            | Stade de la Licorne    | 31 de enero  | 20:00 |
| Lorient               | 0 - 0 | Montpellier       | Stade du Moustoir      | 31 de enero  | 20:00 |
| Metz                  | 0 - 0 | Niza              | Stade Saint-Symphorien | 31 de enero  | 20:00 |
| Nantes                | 1 - 1 | Lille             | Stade de la Beaujoire  | 31 de enero  | 20:00 |
| Toulouse              | 1 - 0 | Stade de Reims    | Stadium Municipal      | 31 de enero  | 20:00 |
| Caen                  | 1 - 0 | Saint-Étienne     | Stade Michel d'Ornano  | 1 de febrero | 14:00 |
| Girondins de Burdeos  | 1 - 1 | Guingamp          | Stade Chaban-Delmas    | 1 de febrero | 17:00 |
| Mónaco                | 0 - 0 | Olympique de Lyon | Stade Louis II         | 1 de febrero | 21:00 |

| Saint-Étienne     | 3 - 3 | Lens                  | Stade Geoffroy-Guichard      | 6 de febrero | 20:30 |
| Stade Rennes      | 1 - 1 | Olympique de Marsella | Stade de la Route de Lorient | 7 de febrero | 16:00 |
| Bastia            | 2 - 0 | Metz                  | Stade Armand Cesari          | 7 de febrero | 20:00 |
| Caen              | 2 - 0 | Toulouse              | Stade Michel d'Ornano        | 7 de febrero | 20:00 |
| Évian             | 0 - 1 | Girondins de Burdeos  | Parc des Sports              | 7 de febrero | 20:00 |
| Montpellier       | 1 - 2 | Lille                 | Stade de la Mosson           | 7 de febrero | 20:00 |
| Stade de Reims    | 1 - 3 | Lorient               | Stade Auguste Delaune        | 7 de febrero | 20:00 |
| Guingamp          | 1 - 0 | Mónaco                | Stade du Roudourou           | 8 de febrero | 14:00 |
| Niza              | 0 - 0 | Nantes                | Allianz Riviera              | 8 de febrero | 17:00 |
| Olympique de Lyon | 1 - 1 | París Saint-Germain   | Stade de Gerland             | 8 de febrero | 21:00 |

| Olympique de Marsella | 2 - 2 | Stade de Reims    | Stade Vélodrome        | 13 de febrero | 20:30 |
| París Saint-Germain   | 2 - 2 | Caen              | Parc des Princes       | 14 de febrero | 16:00 |
| Lens                  | 0 - 2 | Évian             | Stade de la Licorne    | 14 de febrero | 20:00 |
| Lille                 | 0 - 0 | Niza              | Stade Pierre-Mauroy    | 14 de febrero | 20:00 |
| Nantes                | 0 - 2 | Bastia            | Stade de la Beaujoire  | 14 de febrero | 20:00 |
| Toulouse              | 2 - 1 | Stade Rennes      | Stadium Municipal      | 14 de febrero | 20:00 |
| Girondins de Burdeos  | 1 - 0 | Saint-Étienne     | Stade Chaban-Delmas    | 15 de febrero | 14:00 |
| Metz                  | 0 - 2 | Guingamp          | Stade Saint-Symphorien | 15 de febrero | 17:00 |
| Lorient               | 1 - 1 | Olympique de Lyon | Stade du Moustoir      | 15 de febrero | 21:00 |
| Mónaco                | 0 - 0 | Montpellier       | Stade Louis II         | 7 de abril    | 19:00 |

| Niza                | 0 - 1 | Mónaco                | Allianz Riviera              | 20 de febrero | 20:30 |
| París Saint-Germain | 3 - 1 | Toulouse              | Parc des Princes             | 21 de febrero | 16:00 |
| Bastia              | 2 - 1 | Lille                 | Stade Armand Cesari          | 21 de febrero | 20:00 |
| Caen                | 4 - 1 | Lens                  | Stade Michel d'Ornano        | 21 de febrero | 20:00 |
| Stade Rennes        | 1 - 1 | Girondins de Burdeos  | Stade de la Route de Lorient | 21 de febrero | 20:00 |
| Guingamp            | 0 - 2 | Montpellier           | Stade du Roudourou           | 22 de febrero | 14:00 |
| Olympique de Lyon   | 1 - 0 | Nantes                | Stade de Gerland             | 22 de febrero | 17:00 |
| Stade de Reims      | 0 - 0 | Metz                  | Stade Auguste Delaune        | 22 de febrero | 17:00 |
| Saint-Étienne       | 2 - 2 | Olympique de Marsella | Stade Geoffroy-Guichard      | 22 de febrero | 21:00 |
| Évian               | 1 - 0 | Lorient               | Parc des Sports              | 4 de marzo    | 19:00 |

| Olympique de Marsella | 2 - 3 | Caen                | Stade Vélodrome        | 27 de febrero | 20:30 |
| Lille                 | 2 - 1 | Olympique de Lyon   | Stade Pierre-Mauroy    | 28 de febrero | 16:00 |
| Girondins de Burdeos  | 1 - 1 | Stade de Reims      | Stade Chaban-Delmas    | 28 de febrero | 20:00 |
| Lens                  | 0 - 1 | Stade Rennes        | Stade de la Licorne    | 28 de febrero | 20:00 |
| Lorient               | 2 - 0 | Bastia              | Stade du Moustoir      | 28 de febrero | 20:00 |
| Metz                  | 1 - 2 | Évian               | Stade Saint-Symphorien | 28 de febrero | 20:00 |
| Toulouse              | 1 - 1 | Saint-Étienne       | Stadium Municipal      | 28 de febrero | 20:00 |
| Nantes                | 1 - 0 | Guingamp            | Stade de la Beaujoire  | 1 de marzo    | 14:00 |
| Montpellier           | 2 - 1 | Niza                | Stade de la Mosson     | 1 de marzo    | 17:00 |
| Mónaco                | 0 - 0 | París Saint-Germain | Stade Louis II         | 1 de marzo    | 21:00 |

| Toulouse            | 1 - 6 | Olympique de Marsella | Stadium Municipal            | 6 de marzo | 20:30 |
| París Saint-Germain | 4 - 1 | Lens                  | Parc des Princes             | 7 de marzo | 17:00 |
| Bastia              | 2 - 1 | Niza                  | Stade Armand Cesari          | 7 de marzo | 20:00 |
| Caen                | 1 - 2 | Girondins de Burdeos  | Stade Michel d'Ornano        | 7 de marzo | 20:00 |
| Évian               | 1 - 3 | Mónaco                | Parc des Sports              | 7 de marzo | 20:00 |
| Stade de Reims      | 3 - 1 | Nantes                | Stade Auguste Delaune        | 7 de marzo | 20:00 |
| Stade Rennes        | 1 - 0 | Metz                  | Stade de la Route de Lorient | 7 de marzo | 20:00 |
| Saint-Étienne       | 2 - 0 | Lorient               | Stade Geoffroy-Guichard      | 8 de marzo | 14:00 |
| Guingamp            | 0 - 1 | Lille                 | Stade du Roudourou           | 8 de marzo | 17:00 |
| Montpellier         | 1 - 5 | Olympique de Lyon     | Stade de la Mosson           | 8 de marzo | 21:00 |

| Mónaco                | 3 - 0 | Bastia              | Stade Louis II         | 13 de marzo | 20:30 |
| Niza                  | 1 - 2 | Guingamp            | Allianz Riviera        | 13 de marzo | 20:30 |
| Metz                  | 2 - 3 | Saint-Étienne       | Stade Saint-Symphorien | 14 de marzo | 17:00 |
| Lens                  | 1 - 0 | Toulouse            | Stade de la Licorne    | 14 de marzo | 20:00 |
| Lorient               | 2 - 1 | Caen                | Stade du Moustoir      | 14 de marzo | 20:00 |
| Montpellier           | 3 - 1 | Stade de Reims      | Stade de la Mosson     | 14 de marzo | 20:00 |
| Nantes                | 2 - 1 | Évian               | Stade de la Beaujoire  | 14 de marzo | 20:00 |
| Lille                 | 3 - 0 | Stade Rennes        | Stade Pierre-Mauroy    | 15 de marzo | 14:00 |
| Girondins de Burdeos  | 3 - 2 | París Saint-Germain | Stade Chaban-Delmas    | 15 de marzo | 17:00 |
| Olympique de Marsella | 0 - 0 | Olympique de Lyon   | Stade Vélodrome        | 15 de marzo | 21:00 |

| París Saint-Germain | 3 - 1 | Lorient               | Parc des Princes             | 20 de marzo | 20:30 |
| Olympique de Lyon   | 1 - 2 | Nice                  | Stade de Gerland             | 21 de marzo | 16:00 |
| Bastia              | 0 - 0 | Guingamp              | Stade Parsemain              | 21 de marzo | 20:00 |
| Caen                | 0 - 0 | Metz                  | Stade Michel d'Ornano        | 21 de marzo | 20:00 |
| Évian               | 1 - 0 | Montpellier           | Parc des Sports              | 21 de marzo | 20:00 |
| Stade Rennes        | 0 - 0 | Nantes                | Stade de la Route de Lorient | 21 de marzo | 20:00 |
| Toulouse            | 2 - 1 | Girondins de Burdeos  | Stadium Municipal            | 21 de marzo | 20:00 |
| Saint-Étienne       | 2 - 0 | Lille                 | Stade Geoffroy-Guichard      | 22 de marzo | 14:00 |
| Stade de Reims      | 1 - 3 | Mónaco                | Stade Auguste Delaune        | 22 de marzo | 17:00 |
| Lens                | 0 - 4 | Olympique de Marsella | Stade de France              | 22 de marzo | 21:00 |

| Mónaco                | 1 - 1 | Saint-Étienne       | Stade Louis II         | 3 de abril | 20:30 |
| Guingamp              | 1 - 3 | Olympique de Lyon   | Stade du Roudourou     | 4 de abril | 17:00 |
| Lille                 | 3 - 1 | Stade de Reims      | Stade Pierre-Mauroy    | 4 de abril | 20:00 |
| Lorient               | 0 - 3 | Stade Rennes        | Stade du Moustoir      | 4 de abril | 20:00 |
| Metz                  | 3 - 2 | Toulouse            | Stade Saint-Symphorien | 4 de abril | 20:00 |
| Montpellier           | 3 - 1 | Bastia              | Stade de la Mosson     | 4 de abril | 20:00 |
| Niza                  | 2 - 2 | Évian               | Allianz Riviera        | 4 de abril | 20:00 |
| Girondins de Burdeos  | 2 - 1 | Lens                | Stade Chaban-Delmas    | 5 de abril | 14:00 |
| Nantes                | 1 - 2 | Caen                | Stade de la Beaujoire  | 5 de abril | 17:00 |
| Olympique de Marsella | 2 - 3 | París Saint-Germain | Stade Vélodrome        | 5 de abril | 21:00 |

| Caen                 | 0 - 3 | Mónaco                | Stade Michel d'Ornano        | 10 de abril | 20:30 |
| Saint-Étienne        | 1 - 0 | Nantes                | Stade Geoffroy-Guichard      | 12 de abril | 14:00 |
| Évian                | 0 - 1 | Lille                 | Parc des Sports              | 12 de abril | 17:00 |
| Lens                 | 0 - 0 | Lorient               | Stade de la Licorne          | 12 de abril | 17:00 |
| Stade de Reims       | 0 - 1 | Nice                  | Stade Auguste Delaune        | 12 de abril | 17:00 |
| Stade Rennes         | 1 - 0 | Guingamp              | Stade de la Route de Lorient | 12 de abril | 17:00 |
| Toulouse             | 1 - 0 | Montpellier           | Stadium Municipal            | 12 de abril | 17:00 |
| Girondins de Burdeos | 1 - 0 | Olympique de Marsella | Stade Chaban-Delmas          | 12 de abril | 21:00 |
| Olympique de Lyon    | 2 - 0 | Bastia                | Stade de Gerland             | 15 de abril | 18:30 |
| París Saint-Germain  | 3 - 1 | Metz                  | Parc des Princes             | 28 de abril | 21:00 |

| Nantes            | 1 - 0 | Olympique de Marsella | Stade de la Beaujoire  | 17 de abril | 20:30 |
| Niza              | 1 - 3 | París Saint-Germain   | Allianz Arena          | 18 de abril | 16:00 |
| Bastia            | 1 - 2 | Stade de Reims        | Stade Armand Cesari    | 18 de abril | 20:00 |
| Guingamp          | 1 - 1 | Évian                 | Stade du Roudourou     | 18 de abril | 20:00 |
| Lorient           | 0 - 1 | Toulouse              | Stade du Moustoir      | 18 de abril | 20:00 |
| Metz              | 3 - 1 | Lens                  | Stade Saint-Symphorien | 18 de abril | 20:00 |
| Mónaco            | 1 - 1 | Stade Rennes          | Stade Louis II         | 18 de abril | 20:00 |
| Lille             | 2 - 0 | Girondins de Burdeos  | Stade Pierre-Mauroy    | 19 de abril | 14:00 |
| Montpellier       | 1 - 0 | Caen                  | Stade de la Mosson     | 19 de abril | 17:00 |
| Olympique de Lyon | 2 - 2 | Saint-Étienne         | Stade de Gerland       | 19 de abril | 21:00 |

| Olympique de Marsella | 3 - 5 | Lorient           | Stade Vélodrome              | 24 de abril | 20:30 |
| París Saint-Germain   | 6 - 1 | Lille             | Parc des Princes             | 25 de abril | 17:00 |
| Girondins de Burdeos  | 1 - 1 | Metz              | Stade Chaban-Delmas          | 25 de abril | 20:00 |
| Caen                  | 0 - 2 | Guingamp          | Stade Michel d'Ornano        | 25 de abril | 20:00 |
| Évian                 | 1 - 2 | Bastia            | Parc des Sports              | 25 de abril | 20:00 |
| Stade Rennes          | 2 - 1 | Niza              | Stade de la Route de Lorient | 25 de abril | 20:00 |
| Toulouse              | 1 - 1 | Nantes            | Stadium Municipal            | 25 de abril | 20:00 |
| Saint-Étienne         | 1 - 0 | Montpellier       | Stade Geoffroy-Guichard      | 26 de abril | 14:00 |
| Lens                  | 0 - 3 | Mónaco            | Stade de la Licorne          | 26 de abril | 17:00 |
| Stade de Reims        | 2 - 4 | Olympique de Lyon | Stade Auguste Delaune        | 26 de abril | 21:00 |

| Metz              | 0 - 2 | Olympique de Marsella | Stade Saint-Symphorien | 1 de mayo | 20:30 |
| Olympique de Lyon | 2 - 0 | Évian                 | Stade de Gerland       | 2 de mayo | 17:00 |
| Bastia            | 1 - 0 | Saint-Étienne         | Stade Armand Cesari    | 2 de mayo | 20:00 |
| Guingamp          | 2 - 0 | Stade de Reims        | Stade du Roudourou     | 2 de mayo | 20:00 |
| Lorient           | 0 - 0 | Girondins de Burdeos  | Stade du Moustoir      | 2 de mayo | 20:00 |
| Montpellier       | 0 - 0 | Stade Rennes          | Stade de la Mosson     | 2 de mayo | 20:00 |
| Niza              | 1 - 1 | Caen                  | Allianz Riviera        | 2 de mayo | 20:00 |
| Lille             | 3 - 1 | Lens                  | Stade Pierre-Mauroy    | 3 de mayo | 14:00 |
| Mónaco            | 4 - 1 | Toulouse              | Stade Louis II         | 3 de mayo | 17:00 |
| Nantes            | 0 - 2 | París Saint-Germain   | Stade de la Beaujoire  | 3 de mayo | 21:00 |

| París Saint-Germain   | 6 - 0 | Guingamp          | Parc des Princes             | 8 de mayo  | 20:30 |
| Caen                  | 3 - 0 | Olympique de Lyon | Stade Michel d'Ornano        | 9 de mayo  | 17:00 |
| Évian                 | 2 - 3 | Stade de Reims    | Parc des Sports              | 9 de mayo  | 20:00 |
| Metz                  | 0 - 4 | Lorient           | Stade Saint-Symphorien       | 9 de mayo  | 20:00 |
| Stade Rennes          | 0 - 1 | Bastia            | Stade de la Route de Lorient | 9 de mayo  | 20:00 |
| Toulouse              | 3 - 2 | Lille             | Stadium Municipal            | 9 de mayo  | 20:00 |
| Girondins de Burdeos  | 2 - 1 | Nantes            | Stade Chaban-Delmas          | 9 de mayo  | 20:00 |
| Lens                  | 0 - 1 | Montpellier       | Stade de la Licorne          | 10 de mayo | 14:00 |
| Saint-Étienne         | 4 - 0 | Niza              | Stade Geoffroy-Guichard      | 10 de mayo | 17:00 |
| Olympique de Marsella | 2 - 1 | Mónaco            | Stade Vélodrome              | 10 de mayo | 21:00 |

| Bastia            | 1 - 1 | Caen                    | Stade Armand Cesari   | 16 de mayo | 21:00 |
| Évian             | 1 - 2 | Saint-Étienne           | Parc des Sports       | 16 de mayo | 21:00 |
| Guingamp          | 2 - 1 | Toulouse                | Stade du Roudourou    | 16 de mayo | 21:00 |
| Lille             | 0 - 4 | Olympique de Marsella   | Stade Pierre-Mauroy   | 16 de mayo | 21:00 |
| Olympique de Lyon | 1 - 1 | Girondins de Burdeos    | Stade de Gerland      | 16 de mayo | 21:00 |
| Mónaco            | 2 - 0 | Metz                    | Stade Louis II        | 16 de mayo | 21:00 |
| Montpellier       | 1 - 2 | París Saint-Germain (C) | Stade de la Mosson    | 16 de mayo | 21:00 |
| Nantes            | 1 - 1 | Lorient                 | Stade de la Beaujoire | 16 de mayo | 21:00 |
| Nice              | 2 - 1 | Lens                    | Allianz Arena         | 16 de mayo | 21:00 |
| Stade de Reims    | 1 - 0 | Stade Rennes            | Stade Auguste Delaune | 16 de mayo | 21:00 |

| Girondins de Burdeos  | 2 - 1 | Montpellier       | Stade Chaban-Delmas          | 23 de mayo | 21:00 |
| Caen                  | 3 - 2 | Évian             | Stade Michel d'Ornano        | 23 de mayo | 21:00 |
| Lens                  | 1 - 0 | Nantes            | Stade de la Licorne          | 23 de mayo | 21:00 |
| Lorient               | 0 - 1 | Mónaco            | Stade du Moustoir            | 23 de mayo | 21:00 |
| Olympique de Marsella | 3 - 0 | Bastia            | Stade Vélodrome              | 23 de mayo | 21:00 |
| Metz                  | 1 - 4 | Lille             | Stade Saint-Symphorien       | 23 de mayo | 21:00 |
| París Saint-Germain   | 3 - 2 | Stade de Reims    | Parc des Princes             | 23 de mayo | 21:00 |
| Stade Rennes          | 0 - 1 | Olympique de Lyon | Stade de la Route de Lorient | 23 de mayo | 21:00 |
| Saint-Étienne         | 2 - 1 | Guingamp          | Stade Geoffroy-Guichard      | 23 de mayo | 21:00 |
| Toulouse              | 2 - 3 | Nice              | Stadium Municipal            | 23 de mayo | 21:00 |

## Estadísticas
| Alexandre Lacazette                     | Olympique de Lyon       | 27 | 31 | 8 |
| André-Pierre Gignac                     | Olympique de Marsella   | 20 | 35 | 2 |
| Zlatan Ibrahimović                      | París Saint-Germain     | 19 | 31 | 8 |
| Edinson Cavani                          | París Saint-Germain     | 18 | 33 | 3 |
| Claudio Beauvue                         | EA Guingamp             | 15 | 34 | 5 |
| Diego Rolán                             | FC Girondins de Burdeos | 14 | 29 | 1 |
| Última actualización: 8 de mayo de 2015 |                         |    |    |   |

| Dimitri Payet                           | Olympique de Marsella | 15 | 33 |
| Javier Pastore                          | París Saint-Germain   | 12 | 32 |
| Yannick Ferreira Carrasco               | Monaco                | 10 | 33 |
| Nabil Fekir                             | Olympique de Lyon     | 9  | 32 |
| Romain Hamouma                          | Saint-Étienne         | 8  | 25 |
| Diego                                   | Stade de Reims        | 8  | 29 |
| Última actualización: 9 de mayo de 2015 |                       |    |    |

| Guirane N'Daw                            | FC Metz             | 10 | 25 |
| Dragoș Grigore                           | FC Toulouse         | 9  | 25 |
| Marco Verratti                           | París Saint-Germain | 9  | 26 |
| Gaëtan Charbonnier                       | Stade de Reims      | 9  | 26 |
| Eric Bauthéac                            | OGC Niza            | 9  | 29 |
| Pierrick Valdivia                        | RC Lens             | 9  | 29 |
| Última actualización: 4 de abril de 2015 |                     |    |    |

| Ismaël Diomandé                          | Saint-Étienne | 2 | 14 |
| Yannick Cahuzac                          | SC Bastia     | 2 | 18 |
| Guido Milán                              | FC Metz       | 2 | 21 |
| Última actualización: 4 de abril de 2015 |               |   |    |

### Trofeos UNFP
- Mejor jugador:  Alexandre Lacazette (Olympique de Lyon)
- Mejor jugador joven:  Nabil Fekir (Olympique de Lyon)
- Mejor entrenador:  Laurent Blanc (PSG)
- Gol más bonito:  Julien Palmieri contra el PSG
- Equipo ideal de la Liga:

| Portero        | Defensores                                        | Mediocampistas                              | Delanteros                                         |
| -------------- | ------------------------------------------------- | ------------------------------------------- | -------------------------------------------------- |
| Steve Mandanda | Christophe Jallet Thiago Silva David Luiz Maxwell | Javier Pastore Marco Verratti Dimitri Payet | Nabil Fekir Zlatan Ibrahimović Alexandre Lacazette |

## Fichajes

### Fichajes más caros del mercado de verano
| Pos. | Jugador                 | Club de destino          | Club de origen                 | Precio (€) | Ref.   |
| ---- | ----------------------- | ------------------------ | ------------------------------ | ---------- | ------ |
| 1.º  | David Luiz              | París Saint-Germain      | Chelsea                        | 50.000.000 | [ 46 ] |
| 2.º  | Aymen Abdennour         | Mónaco                   | Toulouse                       | 13.000.000 | [ 47 ] |
| 3.º  | Tiémoué Bakayoko        | Mónaco                   | Stade Rennes                   | 8.000.000  | [ 48 ] |
| 4.º  | Michy Batshuayi         | Olympique de Marsella    | Standard de Lieja              | 6.000.000  | [ 49 ] |
| 5.º  | Romain Alessandrini     | Olympique de Marsella    | Stade Rennes                   | 4.500.000  | [ 50 ] |
| 6.º  | Jordan Ayew Yohan Mollo | Lorient AS Saint-Étienne | Olympique de Marsella AS Nancy | 4.000.000  |        |
| 8.º  | Kévin Bérigaud          | Montpellier              | Évian Thonon Gaillard          | 3.000.000  |        |